# Peribaea
Peribaea är ett släkte av tvåvingar. Peribaea ingår i familjen parasitflugor.

## Dottertaxa tillPeribaea, i alfabetisk ordning[1][2]
- Peribaea abbreviata
- Peribaea alternata
- Peribaea annulata
- Peribaea anthracina
- Peribaea apaturae
- Peribaea apicalis
- Peribaea argentifrons
- Peribaea baldwini
- Peribaea caesiata
- Peribaea cervina
- Peribaea clara
- Peribaea compacta
- Peribaea discicornis
- Peribaea egesta
- Peribaea fernia
- Peribaea fissicornis
- Peribaea gibbicornis
- Peribaea glabra
- Peribaea hertingi
- Peribaea hirsuta
- Peribaea hongkongensis
- Peribaea hyalinata
- Peribaea illugiana
- Peribaea insularis
- Peribaea jepsoni
- Peribaea leucophaea
- Peribaea lobata
- Peribaea longirostris
- Peribaea longiseta
- Peribaea malayana
- Peribaea mitis
- Peribaea modesta
- Peribaea normula
- Peribaea orbata
- Peribaea palaestina
- Peribaea pectinata
- Peribaea plebeia
- Peribaea pulla
- Peribaea repanda
- Peribaea rubea
- Peribaea sedlaceki
- Peribaea setinervis
- Peribaea similata
- Peribaea spoliata
- Peribaea subaequalis
- Peribaea suspecta
- Peribaea tibialis
- Peribaea timida
- Peribaea trifurcata
- Peribaea ugandana
- Peribaea uniseta
- Peribaea ussuriensis
- Peribaea vidua